# Schwartziella bilabiata
Schwartziella bilabiata is een slakkensoort uit de familie van de Rissoidae. De wetenschappelijke naam van de soort is voor het eerst geldig gepubliceerd in 1893 door Boettger.